# Randy Quaid
Randy Quaid   (Houston, 1 d'octubre de 1950) és un actor estatunidenc.

## Biografia
Randy Quaid és un dels actors secundaris més versàtils de la indústria del cinema. Ha interpretat diferents personalitats: tipus durs, marginats; ha fet comèdia i papers dramàtics; és un actor que no s'encasella en un sol paper i ha treballat des dels seus inicis amb els millors actors i directors de Hollywood. És el germà gran del també actor Dennis Quaid.
El seu debut en el cinema va ser en l'aclamada cinta de Peter Bogdanovich L'última projecció, donant-se a conèixer pel gran públic i sent molt requerit al cinema. Així, va arribar la seva gran interpretació de Larry Meadows en The Last Detail, del 1973, al costat de Jack Nicholson, paper pel qual va ser nominat al BAFTA, Globus d'Or i a l'Oscar al millor actor secundari. Aquest mateix any va fer Lluna de paper, una altra pel·lícula premiada amb Oscar, amb Tatum O'Neal i Ryan O'Neal. El 1976, va actuar novament amb Jack Nicholson i el gran Marlon Brando en The Missouri Breaks i el 1977 va fer The Choirboys. El 1978, va participar en un altre aclamat i guardonat film: L'Exprés de Mitjanit d'Alan Parker amb guió d'Oliver Stone.
El 1980, va treballar al costat del seu germà Denis Quaid, els germans Carradine i els germans Keach en el Western The Long Riders; després, el 1981, va actuar amb Jodie Foster en Foxes. El 1983, va demostrar els seus dots còmics en la taquillera i hilarant comèdia National Lampoon's Vacation, amb Chevy Chase participant en tres pel·lícules més de la reeixida saga el 1989, 1997 i 2003 com el terrible primer "Eddie". El 1985, va actuar en The Slugger's Wife i el 1986 en The Wraith.
El 1987, va protagonitzar la pel·lícula televisiva sobre la vida del president Lyndon B. Johnson en LBJ: The Early Years; per aquest paper, va guanyar el Globus d'or al millor actor en una pel·lícula de TV. El 1988, va treballar en una altra comèdia, El club dels sonats II (Caddyshack II), amb Chevy Chase i Dan Aykroyd. El 1990 va fer Dies de tro i una altra de les seves interpretacions inclou Cold Dog Soup, del 1991. El 1992, es va posar en la pell del monstre de Frankestein en Frankenstein i el 1995 va rodar Condemnada (Last Dance) al costat de Sharon Stone, a més d'altres innombrables pel·lícules. El 1996, és recordada la seva actuació, quan destrueix la nau principal extraterrestre en la taquillera Independence Day i, acabant el segle, protagonitza La llegenda màgica dels Leprechauns (1999) en el paper de Jack Woods.
El 2002, treballa al costat d'Eddie Murphy en la comèdia de ciència-ficció The Adventures of Pluto Nash; després, el 2003 actua en el thriller Black Cadillac i el 2004 coprotagonitza juntament amb Timothy Hutton la miniserie Cinc dies per morir. El 2005, coprotagonitza juntament amb Jonathan Rhys-Meyers, Camryn Manheim, Rose McGowan i Robert Patrick, la miniserie d'Elvis, el començament. Quaid va participar també en les miniseries Category 6: Day of the Destruction (2004) i Category 7: The End of the World (2005), en el paper de Tommy Tornat.
En Brokeback Mountain (2005) d'Ang Lee, Quaid interpretava el cap dels protagonistes, un pastor d'origen basc anomenat Joe Aguirre. Després del rodatge, s'explica que Quaid va pledejar amb la productora per qüestions monetàries, perquè la pel·lícula havia sobrepassat la recaptació esperada i ell es considerava mal pagat.
El 2006, protagonitza La collita de gel al costat de John Cusack, Billy Bob Thornton, entre d'altres. Va encarnar Carles IV en Els fantasmes de Goya (2006) de Milos Forman, i el compulsiu jugador Reuban en Real Time (2008).

## Filmografia
Filmografia:

### Actor

#### Cinema
- 1968: Targets
- 1971: The Last Picture Show de Peter Bogdanovich: Lester Marlow
- 1972: What's Up, Doc? de Peter Bogdanovich: professor Hosquith
- 1973: Lolly-Madonna XXX de Richard C. Sarafian: Finch Feather
- 1973: Paper Moon de Peter Bogdanovich: Leroy
- 1973: The Last Detail de Hal Ashby: Larry Meadows
- 1974: The Apprenticeship of Duddy Kravitz de Ted Kotcheff: Virgil
- 1975: Breakout de Tom Gries: Hawk Hawkins
- 1976: The Missouri Breaks d'Arthur Penn: Little Tod
- 1976: Bound for Glory de Hal Ashby: Luther Johnson
- 1977: The Choirboys de Robert Aldrich: Dean Proust
- 1978: Three Warriors de Kieth Merrill: Quentin Hammond
- 1978: Midnight Express de Alan Parker: Jimmy Booth
- 1980: Foxes d'Adrian Lyne: Jay
- 1980: The Long Riders de Walter Hill: Clell Miller
- 1981: Heartbeeps de Allan Arkush: Charlie
- 1983: Per fi ja són vacances (National Lampoon's Vacation) de Harold Ramis: cosí Eddie
- 1984: The Wild Life d'Art Linson: Charlie
- 1985: La dona del campió (The Slugger's Wife) de Hal Ashby: Moose Granger
- 1985: Boig d'amor (Fool for Love) de Robert Altman: Martin
- 1986: The Wraith de Mike Marvin: xèrif Loomis
- 1987: Sweet Country de Michael Cacoyannis: Juan
- 1987: Terra de ningú (No Man's Land) de Mihalis Kakogiannis: tinent Vincent Bracey
- 1988: Moving d'Alan Metter: Frank / Cornall Crawford
- 1988: Caddyshack II d'Allan Arkush: Peter Blunt
- 1989: Parents de Bob Balaban: Nick Laemle, pare
- 1989: Martians Go Home de David Odell: Mark Devereaux
- 1989: Out Cold de Malcolm Mowbray: Lester Atlas
- 1989: Bloodhounds of Broadway de Howard Brookner: Feet Samuels
- 1989: Vacances de Nadal d'una boja família americana (National Lampoon's Christmas Vacation) de Jeremiah S. Chechik: cosí Eddie Johnson
- 1990: Cold Dog Soup d'Alan Metter: Jack Cloud
- 1990: Days of Thunder de Tony Scott: Tim Daland
- 1990: Amb la poli als talons (Quick Change) de Howard Franklin et Bill Murray: Loomis
- 1990: Texasville de Peter Bogdanovich: Lester Marlow
- 1993: El club dels mutants (Freaked) de Tom Stern i Alex Winter: Elijah C. Skuggs
- 1994: The Paper de Ron Howard: Michael McDougal
- 1994: Major League II de David S. Ward: Johnny
- 1994: Curse of the Starving Class de J. Michael McClary: Taylor
- 1995: Bye Bye Love de Sam Weisman: Vic Damico
- 1996: Last Dance de Bruce Beresford: Sam Burns
- 1996: Independence Day de Roland Emmerich: Russell Casse
- 1996: Kingpin de Bobby Farrelly i Peter Farrelly: Ishmael Boorg
- 1996: Puja a l'autobús (Get on the Bus) de Spike Lee: Tennessee State Trooper (no surt als crèdits)
- 1997: Vegas Vacation de Stephen Kessler: cosí Eddie
- 1998: Bug Buster de Lorenzo Doumani: general George S. Merlin
- 1998: Hard Rain de Mikael Salomon: xèrif
- 1999: P.U.N.K.S. de Sean McNamara
- 1999: Purgatory d'Uli Edel: Dr. Hollyday
- 1999: The Debtors d'Evi Quaid
- 2000: Les aventures de Rocky i Bullwinkle de Des McAnuff: director de l'FBI Cappy von Trapment
- 2001: No és una altra estúpida pel·lícula americana (Not Another Teen Movie) de Joel Gallen: Mr. Briggs
- 2002: Back by Midnight de Harry Basil: Eli Rockwood
- 2002: Frank McKlusky, C.I. d'Arlene Sanford: Madman McKlusky
- 2002: The Adventures of Pluto Nash de Ron Underwood: Bruno
- 2003: Milwaukee, Minnesota d'Allan Mindel: Jerry James
- 2003: Kart Racer de Stuart Gillard: Vic Davies
- 2003: Carolina de Marleen Gorris: Theodore Mirabeau, anomenat «Ted»
- 2003: Grind de Casey La Scala: Jock Jensen
- 2003: Black Cadillac de John Murlowski: Charlie
- 2004: Treasure Island Kids: The Battle of Treasure Island de Gavin Scott: capità Flint
- 2004: Home on the Range de Will Finn i John Sanford: Alameda Slim (veu)
- 2005: Brokeback Mountain d'Ang Lee: Joe Aguirre
- 2005: The Ice Harvest de Harold Ramis: Bill Guerrard
- 2006: Stanley's Dinosaur Round-Up de Jeff Buckland: Rockin' Rory (veu)
- 2006: Goya's Ghosts de Miloš Forman: rei Carles IV
- 2008: Real Time de Miloš Forman: Reuban
- 2009: Balls Out: Gary the Tennis Coach de Danny Leiner: entrenador Lew Tuttle

#### Televisió
- 1972: Getting Away from It All de Lee Philips (telefilm): Herbie
- 1974: The Great Niagara de William Hale (telefilm): Carl Grant
- 1979: The Last Ride of the Dalton Gang de Dan Curtis (telefilm): Grat Dalton
- 1980: To Race the Wind de Walter Grauman (telefilm): Chet Watson
- 1980: Guyana Tragedy: The Story of Jim Jones de William A. Graham (telefilm): Clayton Ritchie
- 1981: Of Mice and Men de Reza Badiyi (telefilm): petit Lenny
- 1982: Inside the Third Reich de Marvin J. Chomsky (telefilm): Putzi Hanfstaengel
- 1983: Cowboy de Jerry Jameson (telefilm): Evan Coleman
- 1984: A Streetcar Named Desire de John Erman (telefilm): Harold 'Mitch' Mitchell
- 1987: LBJ: The Early Years de Peter Werner (telefilm): Lyndon Baines Johnson
- 1988: Evil in Clear River de Karen Arthur (telefilm): Pete Suvak
- 1988: Dead Solid Perfect de Bobby Roth (telefilm): Kenny Lee
- 1991: Davis Rules (sèrie): Dwight Davis
- 1992: Frankenstein de David Wickes (telefilm): el monstre
- 1993: Murder in the Heartland de Robert Markowitz (telefilm): Elmer Scheele
- 1994: Next Door de Tony Bill (telefilm): Lenny Benedetti
- 1994: Roommates d'Alan Metzger (telefilm): Jim Flynn
- 1995: Ed McBain's 87th Precinct: Lightning de Bruce Paltrow (telefilm): detectiu Steve Carella
- 1995: Streets of Laredo de Joseph Sargent (fulletó): John Wesley Hardin
- 1996: Woman Undone d'Evelyn Purcell (telefilm): Allan Hansen
- 1996: Moonshine Highway d'Andy Armstrong (telefilm): xèrif Miller
- 1996: The Siege at Ruby Ridge de Roger Young (telefilm): Randy Weaver
- 1998: Valentine's Day de Duane Clark (telefilm): Phil
- 1998: Last Rites de Kevin Dowling (telefilm): Jeremy Dillon
- 1999: Purgatory d'Uli Edel (telefilm): Doc Woods / Doc Holliday
- 1999: The Magical Legend of the Leprechauns de John Henderson (telefilm): Jack Woods
- 2000: Mail to the Chief (telefilm) d'Eric Champnella: president A. Thorton Osgood II
- 2000: The Thin Blue Lie de Roger Young (telefilm): Phil Chadway
- 2001: The Kennedys d'Andrew D. Weyman (telefilm): Jim Kennedy
- 2001: The Day the World Ended d'Andrew D. Weyman (telefilm): Dr. Michael McCann
- 2002: The Grubbs (sèrie): Mike Grubb
- 2003: The Brotherhood of Poland, New Hampshire (sèrie): cap Hank Shaw
- 2003: Christmas Vacation 2: Cousin Eddie's Island Adventure de Nick Marck (telefilm): cosí Eddie Johnson
- 2004: 5ive Days to Midnight de Michael W. Watkins (telefilm): Irwin Sikorski
- 2004: Category 6: Day of Destruction de Dick Lowry (telefilm): Tornado Tommy

### Productor
- 1999: The Debtors d'Evi Quaid

## Premis i nominacions

### Premis
- 1988: Globus d'Or al millor actor en minisèrie o telefilm per LBJ: The Early Years

### Nominacions
- 1974: Oscar al millor actor secundari per The Last Detail
- 1974: Globus d'Or al millor actor secundari per The Last Detail
- 1975: BAFTA al millor actor secundari per The Last Detail
- 1984: Primetime Emmy al millor actor secundari en minisèrie o especial per A Streetcar Named Desire
- 1987: Primetime Emmy al millor actor en minisèrie o telefilm per LBJ: The Early Years
- 2005: Primetime Emmy al millor actor secundari en minisèrie o telefilm per Elvis
- 2006: Globus d'Or al millor actor secundari en sèrie, minisèrie o telefilm per Elvis